# 乌克兰特殊用品出口有限公司

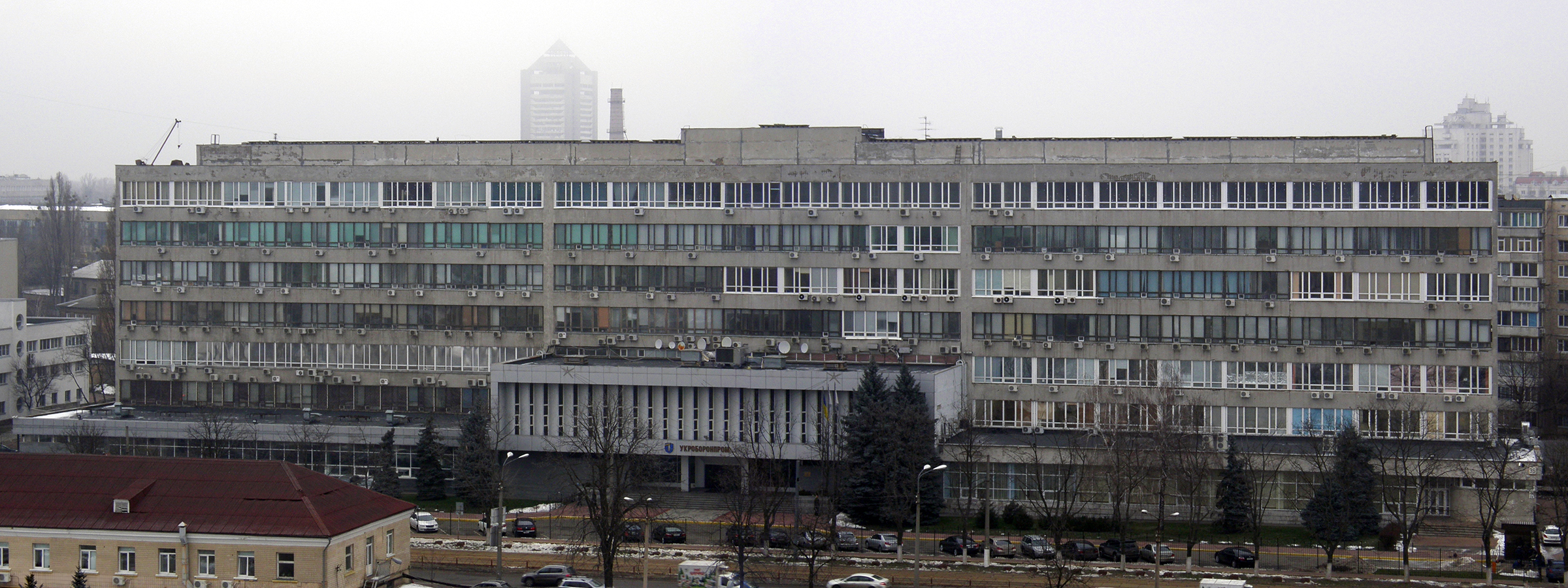
位于基辅的公司总部

乌克兰特殊用品出口有限公司 (羅馬化：DERZHAVNA KOMPANIYA Z EKSPORTU TA IMPORTU PRODUKTSIYI I POSLUH VIYSʹKOVOHO TA SPETSIALʹNOHO PRYZNACHENNYA Ukrspetseksport，直译：国营军用及特殊用途产品和服务进出口公司“乌克特出口”；“Укрспецекспорт”一名由乌克兰语单词“Україна”、“СПЕЦІАЛЬНОГО”、“ЕКСПОРТ”取加粗部分组合而来，直译为“乌克特出口”，意译为“乌克兰特殊用品出口”），是一家乌克兰国有公司，主营武器贸易，隶属于乌克兰国防工业集团。

## 概览
乌克特出口公司不仅销售乌克兰军火工业的产品，还销售由前苏联继承的乌克兰武装部队的多余武器。自2011年2月起，公司还为乌克兰军队生产非军用枪支和弹药。
在美国外交电报泄露期间发现的文件中，美国外交官抱怨说，美国正在进行一场持续不断的战斗，以阻止乌克兰和乌克特出口公司向中东和南苏丹的恐怖分子出口武器。
2019年8月10日，乌克特出口公司与土耳其拜卡公司成立了一家高精度武器和航空航天技术领域的合资企业。
2023年，乌克特出口公司被缅甸特别咨询委员会列为协助缅甸军政府武器生产的其中一家公司，并可能面临共谋侵犯人权的指控。

## 引文
1. ↑  . youcontrol.com.ua. 2022-12-17  [2022-12-17]. （原始内容存档于2024-05-12） （乌克兰语）.
2. ↑  . 基辅邮报. 2011-02-04  [2024-10-22]. （原始内容存档于2024-05-22） （英语）.
3. ↑  . 基辅邮报. 2010-12-10  [2024-10-22]. （原始内容存档于2024-12-26）.
4. ↑  .   [2022-06-07]. （原始内容存档于2019-08-11）.
5. ↑  Root, Rebecca. . 卫报. 2023-01-16.